# Кагарлык (Кировоградская область)
Кагарлык (укр. Кагарлик) — село в Новоархангельской поселковой общине Голованевского района Кировоградской области Украины.
До 2020 года входило в Новоархангельский район.
Население по переписи 2001 года составляло 37 человек. Почтовый индекс — 26142. Телефонный код — 5255. Код КОАТУУ — 3523680402.